# (361183) Tandon
(361183) Tandon est un astéroïde de la ceinture principale.

## Description
(361183) Tandon est un astéroïde de la ceinture principale. Il fut découvert le 24 août 2006 à Pises par l'Observatoire des Pises. Il présente une orbite caractérisée par un demi-grand axe de 2,72 UA, une excentricité de 0,14 et une inclinaison de 9,0° par rapport à l'écliptique.

## Compléments